# 吳閱
吳閱（1467年—？），字廷簡，直隸揚州府泰興縣人，民籍，明朝政治人物。

## 生平
弘治八年（1495年）乙卯科應天府鄉試第七十六名舉人。弘治十五年（1502年）中式壬戌科會試第一百十八名，三甲第一百零八名進士。授行人司行人，两次出使藩王府。

## 家族
曾祖吳彥真；祖父吳英，遇例冠帶；父吳宗，母周氏。慈侍下。